# Ad Astra (kiadó)
Az Ad Astra egy könyvkiadással foglalkozó magyar cég, mely 2012 és 2018 között működött. A kiadó azzal a szándékkal jött létre, hogy a kortárs sci-fi és fantasy regények legprogresszívabb rétegét kiadja magyarul. Az Ad Astra úttörőnek számított a hazai piacon, hisz más kiadóknál jóval nyitottabb volt az e-könyvek irányába.
A kiadót Kleinheincz Csilla, Bakos Péter és Sánta Kira vezették, majd 2013 októberében Kleinheincz és Sánta, 2014-ben pedig Bakos távozott a cégtől. Első kiadványaik között olyan híres regények szerepeltek, mint A felhúzhatós lány című biopunk regény Paolo Bacigalupi tollából (aki külön a magyar kiadás részére írt egy utószót is), vagy Lauren Beukes Zoo City című regénye.

## Kiadási stílus és történet
Kiadványaikra jellemző, hogy a borítóikon egy egyszínű téglalapba írják bele a szerző nevét és a könyvek címét. Scott Westerfeld Leviatánja volt az első könyve a kiadónak, amelyet kemény fedéllel adtak ki.
2013-ban az Ad Astra nyitottabb lett a hazai szerzők felkarolására is. Első antológiájuk Falak mögött a világ címmel jelent meg 2014-ben, első magyar regényük pedig Lőrinczy Judit Ingókövek című regénye volt. A kiadó a Facebookon jelentette be, hogy 2013-ban nagyobb erőfeszítéseket fognak tenni a hazai írók kéziratainak átfésülésére.
Könyvtrailereik is ismertek. A Leviatán, az Oszama és a Harmónia című regényeknek nagy költségvetésű bemutatókat készítettek. Az Oszamához készített bemutatóban Lengyel Tamás, Dorogi Fernanda és Nagy Alexandra is szerepelnek.
2013 októberében a kiadó Facebook-oldalán tette közzé, hogy több megkezdett sorozatuk átkerül a GABO kiadóhoz. Kleinheincz Csilla búcsúlevelében köszönt el az olvasóktól. A kiadó 2014. március 17-én jelentette be, hogy Kleinheincz helyét Szélesi Sándor vette át. Az Ad Astra a 2014-es Könyvfesztiválra jött ki legközelebb új kiadványokkal. A kiadó a Moly.hus felületén közölte követőivel, hogy kötetei kinézete változni fog a jövőben, költséghatékonysági szempontok miatt, melyek alól nem képeznek kivételt a megkezdett sorozataik befejező részei sem.
Az Ad Astra 2017-ben már nem adott ki új könyveket, és felfüggesztette Facebook oldalát. Weboldalukat is átkeresztelték Ad Astra Könyvesboltra, melyen keresztül már csak meglévő könyveik online értékesítését bonyolították le. Egy SFportal.hunak adott interjújában Farkas Zoltán, a Főnix Könyvműhely vezetője „megszűnőben lévő kiadóként” hivatkozott az Ad Astrára, mikor a Főnix új márkájáról, a Főnix Astráról kérdezték. Kleinheincz Csilla a 2018-as Nemzetközi Könyvfesztiválon nyilatkozott arról, hogy az Ad Astra sikerrel értékesítette a megmaradt könyvkészleteit. 2018-ban a kiadó weboldala is leállt.

## Kiadványaik

### 2012
| Szerző(k)             | Mű(vek) címe(i)                 | Eredeti cím(ek)      |
| --------------------- | ------------------------------- | -------------------- |
| Paolo Bacigalupi      | A felhúzhatós lány              | The Windup Girl      |
| Lauren Beukes         | Zoo City                        | Zoo City             |
| Hannu Rajaniemi       | Kvantumtolvaj                   | The Quantum Thief    |
| Catherynne M. Valente | Marija Morevna és a Halhatatlan | Deathless            |
| Ian McDonald          | A dervisház                     | The Dervish House    |
| Lavie Tidhar          | Oszama                          | Osama                |
| Itó Projekt           | Harmónia                        | ハーモニー Hámoní    |
| Scott Westerfeld      | Leviatán                        | Leviathan            |
| Vernor Vinge          | Tűz lobban a mélyben            | A Fire Upon the Deep |

### 2013
| Szerző(k)        | Mű(vek) címe(i)          | Eredeti cím(ek)              |
| ---------------- | ------------------------ | ---------------------------- |
| Raymond Kurzweil | A szingularitás küszöbén | The Singularity Is Near      |
| Lauren Beukes    | Moxyland                 | Moxyland                     |
| Greg Egan        | Diaszpóra                | Diaspora                     |
| Scott Westerfeld | Behemót                  | Behemoth                     |
| Hannu Rajaniemi  | Fraktálherceg            | The Fractal Prince           |
| Lőrinczy Judit   | Ingókövek                | -                            |
| Jane Rogers      | Jessie Lamb testamentuma | The Testament of Jessie Lamb |
| Paolo Bacigalupi | Hajóbontók               | Ship Breaker                 |

### 2014
| Szerző(k)               | Mű(vek) címe(i)      | Eredeti cím(ek)                |
| ----------------------- | -------------------- | ------------------------------ |
| Ian McDonald            | Brasyl               | Brasyl                         |
| Charles Stross          | Accelerando          | Accelerando                    |
| Szélesi Sándor (szerk.) | Falak mögött a világ | -                              |
| Hannu Rajaniemi         | A kauzalitás angyala | The Causal Angel               |
| Ramez Naam              | Nexus                | Nexus: Mankind Gets an Upgrade |

### 2015
| Szerző(k)                  | Mű(vek) címe(i)                      | Eredeti cím(ek)                               |
| -------------------------- | ------------------------------------ | --------------------------------------------- |
| John Joseph Adams (szerk.) | Sherlock Holmes lehetetlen kalandjai | The Improbable Adventures of Sherlock Holmes  |
| Charles Stross             | Pokoli archívum                      | The Atrocity Archieves                        |
| Szélesi Sándor (szerk)     | 2045 – Harminc év múlva              | -                                             |
| Nick Bostrom               | Szuperintelligencia                  | Superintelligence: Paths, Dangers, Strategies |

### 2016
| Szerző(k)               | Mű(vek) címe(i) | Eredeti cím(ek) |
| ----------------------- | --------------- | --------------- |
| Szélesi Sándor (szerk.) | Távoli kolóniák | -               |

## Külső hivatkozások
- Interjúk a kiadóval.